# Huadong

Chine orientale. La zone en jaune est administrée par la république populaire de Chine. La zone en vert couvre Taïwan et d'autres îles réclamées par la RPC et administrées par la république de Chine.

Le Huadong (Sinogramme simplifié : 华东 ; Sinogramme traditionnel : 華東 ; Pinyin : Huádōng) est une région géographique et vaguement culturelle qui couvre les côtes orientales de la Chine.
Cette région englobe les provinces de Anhui, une partie du Fujian, Jiangsu, Shandong et Zhejiang, mais aussi la municipalité de Shanghai.
La RPC réclame le rattachement de la province de Taïwan et d'une partie de Fujian (en particulier des îles situées près de la partie continentale de la Chine). Ces deux exceptions sont définies comme faisant partie du Huadong, cependant elles sont administrées par la république de Chine (Taïwan). De la même façon, La république de Chine réclame le Huadong continental, ainsi que l'ensemble du territoire de la Chine, ainsi que la Mongolie (officiellement indépendante depuis 1924, ce que la Chine populaire reconnaît).

## Divisions administrative
Provinces
| Nom      | Chinois (S) | pinyin   | Abréviation | Capitale de la province (省會/shěnghuì) | Chinois | pinyin   | Liste des subdivisions administratives |
| -------- | ----------- | -------- | ----------- | --------------------------------------- | ------- | -------- | -------------------------------------- |
| Anhui    | 安徽        | Ānhuī    | 皖 wǎn      | Hefei                                   | 合肥    | Héféi    | Liste                                  |
| Fujian   | 福建        | Fújiàn   | 闽 mǐn      | Fuzhou                                  | 福州    | Fúzhōu   | Liste                                  |
| Jiangsu  | 江苏        | Jiāngsū  | 苏 sū       | Nanjing                                 | 南京    | Nánjīng  | Liste                                  |
| Jiangxi  | 江西        | Jiāngxī  | 赣 gàn      | Nanchang                                | 南昌    | Nánchāng | Liste                                  |
| Shandong | 山东        | Shāndōng | 鲁 lǔ       | Jinan                                   | 济南    | Jǐnán    | Liste                                  |
| Zhejiang | 浙江        | Zhèjiāng | 浙 zhè      | Hangzhou                                | 杭州    | Hángzhōu | Liste                                  |

Municipalité
| Nom      | Chinois (S) | pinyin   | Abréviation | Liste des subdivisions administratives |
| -------- | ----------- | -------- | ----------- | -------------------------------------- |
| Shanghai | 上海        | Shànghǎi | 沪 hù       | Liste                                  |

Provinces disputées
Réclamée par la république populaire de Chine - *
Réclamée par la république de Chine - **
| Nom              | Chinois (S) | pinyin | Abréviation | Capitale de la province (省會/shěnghuì) | Chinois          | pinyin                     | Liste des subdivisions administratives |
| ---------------- | ----------- | ------ | ----------- | --------------------------------------- | ---------------- | -------------------------- | -------------------------------------- |
| Fujian**         | 福建        | Fújiàn | 闽 mǐn      | Fuzhou* Jincheng**                      | 福州* 金城**     | Fúzhōu* Jīnchéng**         | Liste* Liste**                         |
| Taïwan** Taïwan* | 台灣        | Táiwān | 台 tái      | Village de Jhongsing** Taipei*          | 中兴新村** 台北* | Zhōngxīng Xīncūn** Táiběi* | Liste**                                |